# Município de Pittsfield (condado de Lorain, Ohio)
O município de Pittsfield (em inglês: Pittsfield Township) é um município localizado no condado de Lorain no estado estadounidense de Ohio. No ano de 2010 tinha uma população de 1.581 habitantes e uma densidade populacional de 23,47 pessoas por km².

## Geografia
O município de Pittsfield encontra-se localizado nas coordenadas 41° 14′ 03″ N, 82° 12′ 57″ O. Segundo o Departamento do Censo dos Estados Unidos, o município tem uma superfície total de 67.37 km², da qual 67,01 km² correspondem a terra firme e (0,54 %) 0,36 km² é água.

## Demografia
Segundo o censo de 2010, tinha 1.581 habitantes residindo no município de Pittsfield. A densidade populacional era de 23,47 hab./km². Dos 1.581 habitantes, o município de Pittsfield estava composto pelo 95,38 % brancos, o 1,33 % eram afroamericanos, o 1,27 % eram asiáticos, o 0,44 % eram de outras raças e o 1,58 % eram de uma mistura de raças. Do total da população o 2,85 % eram hispanos ou latinos de qualquer raça.